# Jaroslav Rössler
Pour les articles homonymes, voir Rössler.
Jaroslav Rössler, né le 25 mai 1902 à Smilov, un quartier de Štoky, et mort le 5 janvier 1990 à Prague, est un photographe tchèque.

## Biographie
Il faisait partie du groupe Devětsil et réalisa des photographies sur le Théâtre libéré.

## Bibliographie

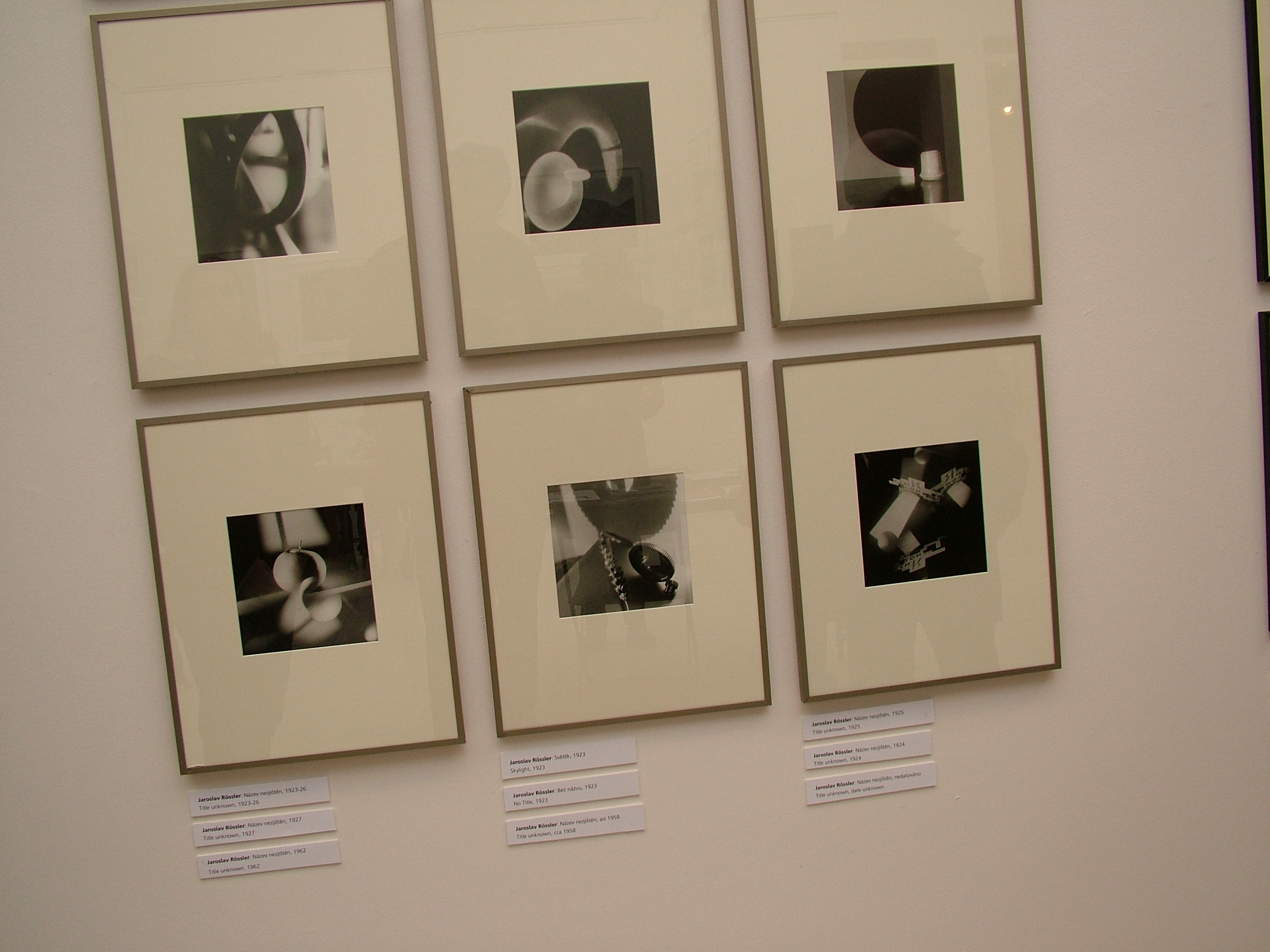
Exposition de photographies de Jaroslav Rössler à la galerie Mánes à Prague, janvier 2009.